# Mainaschaff
Mainaschaff è un comune tedesco di 8 347 abitanti, situato nel land della Baviera.